# Cyanocompsa
A Cyanocompsa  a madarak osztályának verébalakúak (Passeriformes) rendjébe és a kardinálispintyfélék (Cardinalidae) családjába tartozó nem. Egyes szervezetek csak egy fajt sorolnak ide, a többi hármat a Cyanoloxia nembe helyezik.

## Rendszerezésük
A nemet Jean Cabanis német ornitológus írta le 1861-ben, az alábbi faj vagy fajok tartoznak ide:
- kék püspökpinty (Cyanocompsa cyanoides[1] vagy Cyanoloxia cyanoides)[2]
- lazúrpüspökpinty (Cyanocompsa parellina)
- ultramarin püspökpinty (Cyanocompsa brissonii[1] vagy Cyanoloxia brissonii)[2]
- Cyanocompsa rothschildii[1] vagy Cyanoloxia rothschildii[2]